# Джон Форсайт
Джон Форсайт (на английски: John Forsythe), с рождено име Джон Линкълн Фрейнд (John Lincoln Freund), е американски филмов и телевизионен актьор, роден през 1918 година, починал през 2010 година. 

## Филмография
- Northern Pursuit (1943)
- Destination Tokyo (1943)
- The Captive City (1952)
- It Happens Every Thursday (1953)
- The Glass Web (1953)
- Бягство от Форт Браво (Escape from Fort Bravo) (1953)
- American Harvest (1955)
- Неприятности с Хари (1955)
- The Ambassador's Daughter (1956)
- Everything But the Truth (1956)
- Dubrowsky (1959)
- Kitten with a Whip (1964)
- Madame X (1966)
- In Cold Blood (1967)
- Silent Treatment (1968)
- Murder Once Removed (1971)
- Топаз (1969)
- The Happy Ending (1969)
- Goodbye and Amen (1977)
- И справедливост за всички (...And Justice for All.(1979)
- Scrooged (1988)
- Stan and George's New Life (1991)
- We Wish You a Merry Christmas (1999)
- Charlie's Angels  (2000)
- Charlie's Angels: Full Throttle (2003)

## Роли в телевизията
- Алфред Хичкок представя (1955)
- Bachelor Father (1957–1962)
- The Ford Show, Starring Tennessee Ernie Ford (9 юни 1960)
- Часът на Алфред Хичкок: Видях цялата случка(1962)
- See How They Run (1964)
- The John Forsythe Show (1965–1966)
- A Bell for Adano (1967)
- Shadow on the Land (1968)
- To Rome with Love (сериал) (1969–1971)
- Murder Once Removed (1971)
- The World of Survival (1971–1977)
- The Letters (1973) (unsold pilot)
- Lisa, Bright and Dark (1973)
- Cry Panic (1974)
- The Healers (1974)
- Terror on the 40th Floor (1974)
- The Deadly Tower (1975)
- Charlie's Angels (1976–1981)
- Amelia Earhart (1976)
- Tail Gunner Joe (1977)
- Emily, Emily (1977)
- Never Con a Killer (1977)
- Cruise Into Terror (1978)
- With This Ring (1978)
- The Users  (1978)
- A Time for Miracles (1980)
- Dynasty (сериал) (1981–1989)
- Sizzle (1981)
- Mysterious Two (1982)
- The Love Boat (1983)
- The Colbys (1985–1986)
- On Fire (1987)
- Miss Universe Pageant (1989)
- Opposites Attract (1990)
- Dynasty: The Reunion (1991)
- The Powers That Be (сериал) (1992–1993)
- I Witness Video]]
- People's Century]] (1995)
- People's Century (1998)
- Dynasty Reunion: Catfights & Caviar (2006)

## Награди
Награда „Златна ябълка“
- 1984 – актьор на годината

Награда „Златен глобус“
- 1983 – най-добър актьор в драматичен сериал (за тв сериала „Династията“)
- 1984 – най-добър актьор в драматичен сериал (за тв сериала „Династията“)

Награда „Soap Opera Digest Award“
- 1984 – най-добър актьор в прайм-тайм сериал (за тв сериала „Династията“)

Награда „TV Land Award“
- 2003 – Любим (невидим) герой (за тв сериала „Ангелите на Чарли“)
- 2007 – Любим (невидим) герой (за тв сериала „Ангелите на Чарли“)